# هيلاري كروز
هيلاري كروز (بالإنجليزية: Hilary Cruz)‏ (ولدت في 4 ديسمبر 1988) هي ممثلة أمريكية، وعارضة أزياء وملكة جمال سابقة بعد فوزها بمسابقة ملكة جمال مراهقات الولايات المتحدة الأمريكية 2007

## روابط خارجية
- هيلاري كروز على موقع IMDb (الإنجليزية)
- هيلاري كروز على موقع قاعدة بيانات الفيلم (الإنجليزية)
- Miss Colorado Teen USA official website
- Miss Teen USA official profile